# Myrcia ilheosensis
Myrcia ilheosensis är en myrtenväxtart som beskrevs av Hjalmar Frederik Christian Kiaerskov. Myrcia ilheosensis ingår i släktet Myrcia och familjen myrtenväxter. Inga underarter finns listade i Catalogue of Life.